# Kiro Gligorov
Kiro Gligorov (Macedonisch: Киро Глигоров) (Štip (Koninkrijk Servië), 3 mei 1917 – Skopje (Noord-Macedonië), 1 januari 2012) was de allereerste president van de republiek Macedonië. Hij had daarvoor ook al hoge politieke functies in de Socialistische Federale Republiek Joegoslavië, zo was hij minister van Financiën tussen 1962 en 1967.
In 1990 werd Gligorov de eerste democratisch verkozen president van de (toen nog) Socialistische Republiek Macedonië. Hij mocht twee ambtstermijnen aanblijven, tot 19 november 1999. In oktober 1995 raakte hij ernstig gewond bij een aanslag, en tot januari 1996 werd hij als president vervangen door parlementsvoorzitter Stojan Andov.